# João Lobeira
João Lobeira, né en 1233 et mort en 1285, est un troubadour portugais de la cour d'Alphonse III.
Depuis la publication en 1880 du Cancioneiro Colocci-Brancuti, qui contient cinq poèmes de Lobeira montrant une parenté avec Amadis, il est considéré comme le probable auteur de la première adaptation en prose du célèbre roman de chevalerie Amadis de Gaule, auparavant attribuée à Vasco de Lobeira.